# Ammannsbrücke
Die Ammannsbrücke (auch Amannsbrücke, Ammansbrücke oder Ammansbruck) ist eine gedeckte Holzbrücke über der Gunzenach/Kobelach im Ortsteil Gütle der Stadt Dornbirn in Vorarlberg. Die Brücke ist als Hängewerk konstruiert und steht unter Denkmalschutz (Listeneintrag).
Sie ist heute ein beliebtes Wanderziel und wird für den Transport von Gütern nur noch eingeschränkt verwendet.
Die 1869 errichtete Brücke wurde wie ihre Vorgängerbauten für Transportzwecke errichtet. Wann der erste Vorgängerbau erstellt wurde, ist nicht mehr bekannt. Die Brücke wurde 1857 erstmals in den Grundkataster eingetragen.
Die Holzbrücke führt in 23 m Höhe über einen Teil der Gunzenach/Kobelach, ein Zufluss der Dornbirner Ach.

## Name
Der Amtmann, im alemannischen auch Ammann, Amann oder Amman, hatte einst verwaltungs- und jurisdiktionelle Aufgaben in einer bestimmten Region wahrzunehmen (siehe auch: Landammann).
Der Name Ammann ist in verschiedenen Schreibweisen in Vorarlberg noch häufig als Nachname (keine Funktionsbezeichnung mehr) in Gebrauch. Inwieweit die Brücke mit einem bestimmten Amtmann in Verbindung gebracht werden kann, ist heute nicht mehr bekannt.